# Diego de Riaño

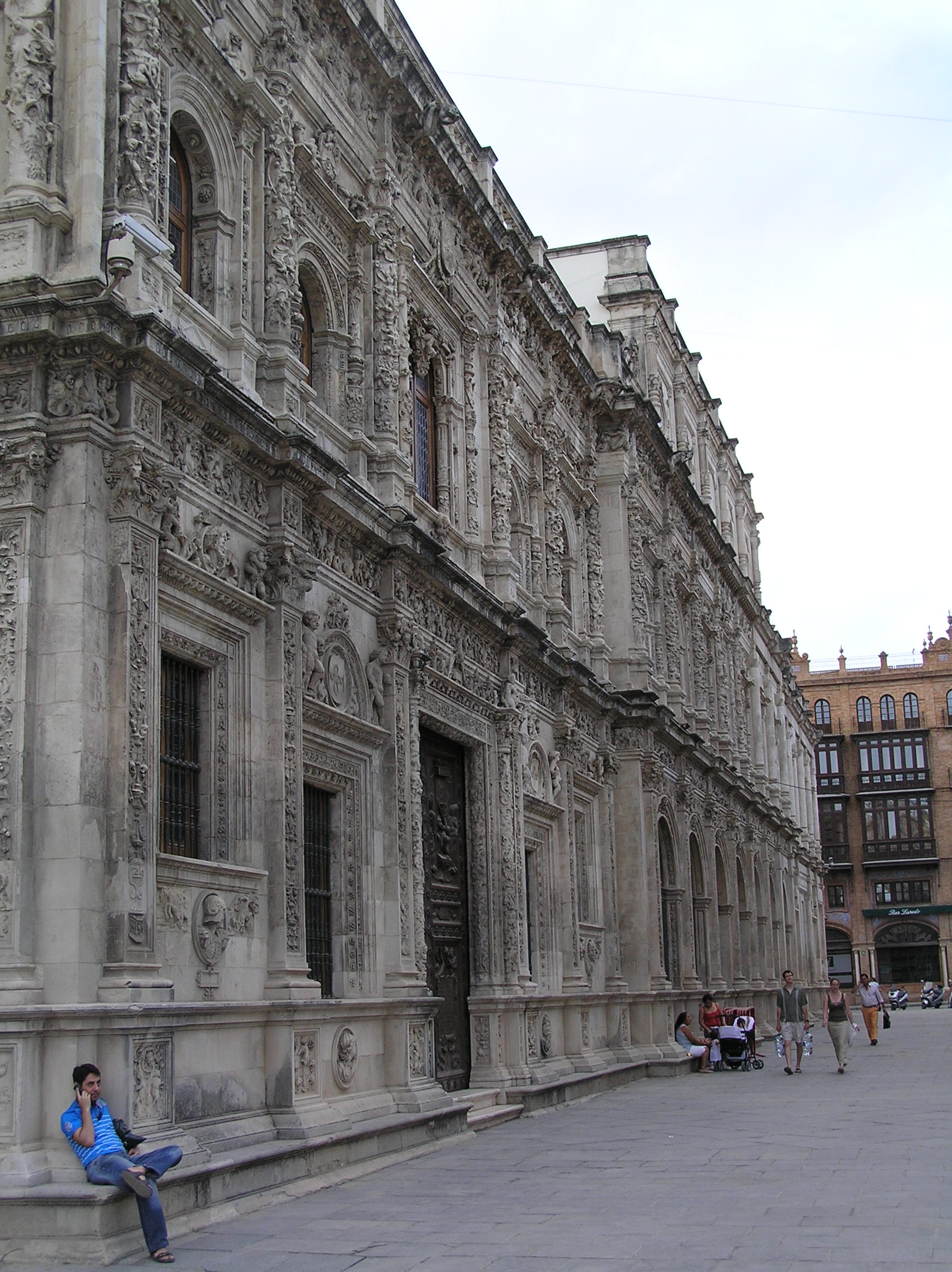
Facciata del municipio di Siviglia nella Plaza de San Francisco.

Diego de Riaño (Riaño, ... – 1534) è stato un architetto spagnolo del Rinascimento e uno dei maggiori rappresentanti dello stile plateresco.

## Lavori a Siviglia
- Casa consistorial
- Sacrestia de los Cálices
- Quattro cappelle nelle mura laterali del coro della Cattedrale di Siviglia

## Altri lavori
- Progetto per la Cattedrale di Valladolid (non realizzato)
- Lavori per il refettorio della Certosa di Jerez, nel 1533